# Руй де Фрейтас
Руй де Фрейтас (порт. Ruy de Freitas, 24 серпня 1916 — 2 серпня 2012) — бразильський баскетболіст.
Учасник Олімпійських Ігор 1948, 1952 років.
Бронзовий призер Олімпійських ігор 1948 року.